# Богдан Гавриловић
Богдан Гавриловић (Нови Сад, 1. јануар 1864 — Београд, 5. август 1947) био је српски математичар и академик. Гавриловић је био председник Српске краљевске академије и сенатор.

## Биографија
У Новом Саду завршио је гимназију као ђак генерације. Након гимназије одлази да студира на Универзитету у Будимпешти као стипендиста српског добротвора Саве Текелије. Године 1887. добија титулу доктора наука из математике. Исте године почиње да ради као професор на Великој школи у Београду. У Београду остаје до смрти 1947, а активан је као редовни професор математике на Техничком факултету до 1941. године.
Пред крај деветнестог века, објављује два обимна универзитетска уџбеника, који имају и монографски карактер: Аналитична геометрија тачке, праве, круга и коничних пресека (I-II; 1896) и Теорија детерминаната (1899). Обе књиге се сматрају капиталним математичким делима у Србији свог времена.
Оснивач је Математичке библиотеке 1894. године, која је уништена крајем Другог светског рата. Заједно са Михаилом Петровићем и Милутином Миланковићем сматра се заслужаним за увођење модерне математике у Србији почетком XX века.
Био је члан: друштва Circolo matematico di Palermo, Dr. hon. causa Универзитета у Атини, председник Друштва Никола Тесла, * директор Института Никола Тесла и оснивач Математичког института у Београду (1946).
Академик Гавриловић био је носилац многобројних високих научних и друштвених функција и добитник значајних признања.